# Daisy D'ora
Daisy D'ora (26 de fevereiro de 1913 - 12 de junho de 2010) foi uma socialite e atriz alemã.